# Spumellaria
Spumellaria Ehrenberg, 1875 è un ordine di protisti radiolari caratterizzato da una struttura scheletrica reticolata (costituita da vari elementi allungati, le spicole) di forma sferoidale, ellissoidale o lenticolare.

## Tassonomia
Comprende le seguenti famiglie:
- Actinommidae
- Coccodiscidae
- Heliodiscidae
- Litheliidae
- Orosphaeridae
- Pyloniidae
- Spongodiscidae
- Tholoniidae